# SA-203
La SA-203 es una carretera perteneciente a la Red Complementaria Local de la Junta de Castilla y León, que une la SA-201 con el Santuario de Nuestra Señora de la Peña de Francia.

## Recorrido
La carretera SA-203 tiene su origen en El Cabaco en la intersección con la carretera SA-201, y termina en el Santuario de Nuestra Señora de la Peña de Francia, formando parte de la Red de carreteras de Salamanca.
| El Cabaco (Intersección con ) - Santuario de Nuestra Señora de la Peña de Francia | El Cabaco (Intersección con ) - Santuario de Nuestra Señora de la Peña de Francia | El Cabaco (Intersección con ) - Santuario de Nuestra Señora de la Peña de Francia | El Cabaco (Intersección con ) - Santuario de Nuestra Señora de la Peña de Francia | El Cabaco (Intersección con ) - Santuario de Nuestra Señora de la Peña de Francia | El Cabaco (Intersección con ) - Santuario de Nuestra Señora de la Peña de Francia | El Cabaco (Intersección con ) - Santuario de Nuestra Señora de la Peña de Francia | El Cabaco (Intersección con ) - Santuario de Nuestra Señora de la Peña de Francia | El Cabaco (Intersección con ) - Santuario de Nuestra Señora de la Peña de Francia | El Cabaco (Intersección con ) - Santuario de Nuestra Señora de la Peña de Francia | El Cabaco (Intersección con ) - Santuario de Nuestra Señora de la Peña de Francia |
| Esquema                                                                           | PK                                                                                | Sentido Santuario de Nuestra Señora de la Peña de Francia                         | Sentido Santuario de Nuestra Señora de la Peña de Francia                         | Sentido Santuario de Nuestra Señora de la Peña de Francia                         | Sentido Santuario de Nuestra Señora de la Peña de Francia                         | Sentido El Cabaco                                                                 | Sentido El Cabaco                                                                 | Sentido El Cabaco                                                                 | Sentido El Cabaco                                                                 | Incidencias                                                                       |
| Esquema                                                                           | PK                                                                                | Velocidad                                                                         | Elemento                                                                          | Salida                                                                            | Salida                                                                            | Salida                                                                            | Salida                                                                            | Elemento                                                                          | Velocidad                                                                         | Incidencias                                                                       |
| Esquema                                                                           | PK                                                                                | Velocidad                                                                         | Elemento                                                                          | Dir.                                                                              | Nombre                                                                            | Nombre                                                                            | Dir.                                                                              | Elemento                                                                          | Velocidad                                                                         | Incidencias                                                                       |
| --------------------------------------------------------------------------------- | --------------------------------------------------------------------------------- | --------------------------------------------------------------------------------- | --------------------------------------------------------------------------------- | --------------------------------------------------------------------------------- | --------------------------------------------------------------------------------- | --------------------------------------------------------------------------------- | --------------------------------------------------------------------------------- | --------------------------------------------------------------------------------- | --------------------------------------------------------------------------------- | --------------------------------------------------------------------------------- |
|                                                                                   | 0,0                                                                               |                                                                                   |                                                                                   | La Alberca                                                                        | La Alberca                                                                        | La Alberca                                                                        |                                                                                   |                                                                                   |                                                                                   |                                                                                   |
| El Cabaco Salamanca                                                               | 0,0                                                                               |                                                                                   |                                                                                   |                                                                                   |                                                                                   |                                                                                   |                                                                                   |                                                                                   |                                                                                   |                                                                                   |
|                                                                                   | 1,4                                                                               |                                                                                   |                                                                                   |                                                                                   | El Maíllo                                                                         | El Maíllo                                                                         |                                                                                   |                                                                                   |                                                                                   |                                                                                   |
|                                                                                   | 1,4                                                                               | El Casarito La Alberca                                                            |                                                                                   |                                                                                   |                                                                                   |                                                                                   |                                                                                   |                                                                                   |                                                                                   |                                                                                   |
|                                                                                   | 1,4                                                                               |                                                                                   | 6,8 km                                                                            | Puerto de Montaña                                                                 | Puerto de Montaña                                                                 | Puerto de Montaña                                                                 | Puerto de Montaña                                                                 | 6,8 km                                                                            |                                                                                   |                                                                                   |
| 8,2                                                                               |                                                                                   |                                                                                   | 6,8 km                                                                            | Puerto de Montaña                                                                 | Puerto de Montaña                                                                 | Puerto de Montaña                                                                 | Puerto de Montaña                                                                 | 6,8 km                                                                            |                                                                                   |                                                                                   |
|                                                                                   | 8,2                                                                               |                                                                                   |                                                                                   | Paso de los Lobos                                                                 | Paso de los Lobos                                                                 | Paso de los Lobos                                                                 | Paso de los Lobos                                                                 |                                                                                   |                                                                                   |                                                                                   |
|                                                                                   | 8,2                                                                               |                                                                                   |                                                                                   | Monsagro Ciudad Rodrigo                                                           | Monsagro Ciudad Rodrigo                                                           | Monsagro Ciudad Rodrigo                                                           | Monsagro Ciudad Rodrigo                                                           |                                                                                   |                                                                                   |                                                                                   |
|                                                                                   | 8,2                                                                               |                                                                                   | 3,8 km                                                                            | Puerto de Montaña                                                                 | Puerto de Montaña                                                                 | Puerto de Montaña                                                                 | Puerto de Montaña                                                                 | 3,8 km                                                                            |                                                                                   |                                                                                   |
| 12,0                                                                              |                                                                                   |                                                                                   | 3,8 km                                                                            | Puerto de Montaña                                                                 | Puerto de Montaña                                                                 | Puerto de Montaña                                                                 | Puerto de Montaña                                                                 | 3,8 km                                                                            |                                                                                   |                                                                                   |
|                                                                                   | 12,010                                                                            |                                                                                   |                                                                                   | Peña de Francia                                                                   | Peña de Francia                                                                   | Peña de Francia                                                                   | Peña de Francia                                                                   |                                                                                   |                                                                                   |                                                                                   |